# Mycetophagus pini
Mycetophagus pini är en skalbaggsart som beskrevs av Ziegler 1845. Mycetophagus pini ingår i släktet Mycetophagus och familjen vedsvampbaggar. Inga underarter finns listade i Catalogue of Life.